# Émique et étique
« Étique » redirige ici. Pour l’article homophone, voir Éthique.
En anthropologie, en folkloristique, en sciences sociales et en sciences du comportement, les adjectifs émique et étique (parfois écrits « émic » et « étic », voire « emic » et « etic ») qualifient deux types de recherche sur le terrain et les points de vue qui en découlent : émique, de l'intérieur du groupe social (c’est-à-dire du point de vue de l'objet d’étude) ; étique, de l'extérieur (c’est-à-dire du point de vue de l'observateur).

## Définitions
« L'approche émique s'intéresse à la façon dont les gens pensent » (Kottak, 2006), la manière dont ils perçoivent et catégorisent le réel, leurs règles de comportement, ce qui a du sens pour eux, et comment ils imaginent et expliquent les choses. L'approche étique (ou scientifique) utilise au contraire les catégories, explications et interprétations de l'anthropologue. Cette seconde approche part du principe que les membres d'une culture sont souvent trop impliqués pour interpréter leur culture de manière impartiale. Dans le cadre d'une approche étique, l'ethnographe met l'accent sur ce qu'il considère comme important.
Bien que les approches émique et étique soient parfois considérées comme fondamentalement opposées, et l'on peut en préférer une à l'exclusion de l'autre, leur complémentarité pour la recherche anthropologique a été largement reconnue, en particulier dans les domaines qui s'intéressent aux caractéristiques de la nature humaine et aux systèmes sociaux.
« La connaissance et les interprétations émiques sont celles existant au sein d'une culture, et qui sont "déterminées par les coutumes, sens et croyances locaux" (Ager et Loughry, 2004: n.p.) et décrits au mieux par un "natif" de cette culture. La connaissance étique se réfère à des généralisations sur le comportement humain considérées comme universellement applicables, et fait généralement le lien entre des pratiques culturelles et des centres d'intérêt du chercheur, comme les conditions économiques ou écologiques, que les membres de la culture en question pourraient ne pas juger pertinents. (Morris et al., 1999) »
Les approches émiques et étiques du comportement et de la personnalité humaines relèvent de l'étude de l'anthropologie culturelle, qui affirme que les êtres humains sont façonnées par leurs cultures et leurs sous-cultures, et que nous devons en tenir compte dans l'étude de leur personnalité.
- Un compte-rendu émique est une description d'un comportement ou d'une croyance en des termes pertinents (consciemment ou inconsciemment) pour l'acteur. Cela revient à dire qu'une interprétation émique provient d'une personne au sein de la culture.
- Un compte-rendu étique est une description d'un comportement ou d'une croyance par un observateur scientifique extérieur (un étudiant ou un chercheur en anthropologie ou en sociologie, par exemple), dans des termes qui peuvent être appliqués à toutes les cultures ; c'est-à-dire qu'une interprétation étique vise à être « culturellement neutre », ce qui limite les biais ethnocentrique, politique et culturel de l'observateur.

Lorsque ces deux approches sont combinées, on peut accéder au point de vue « le plus riche » sur la culture ou la société considérée. Par elle-même, une approche purement émique aurait des difficultés à appliquer des valeurs perçues comme universelles à une culture en particulier. L'approche étique est utile alors en cela qu'elle permet aux chercheurs de considérer plusieurs aspects d'une même culture, et d'appliquer leurs observations à des cultures du monde entier.

## Histoire des termes
Les termes émique et étique ont été inventés en 1954 par le linguiste Kenneth Pike, qui a fait valoir que les outils développés pour la description des comportements linguistiques pouvaient être adaptés à la description de tout comportement social humain. Comme Pike l'a noté, les chercheurs en sciences sociales ont longtemps débattu pour déterminer si leur connaissance est objective ou subjective. Pike a préféré se détourner de ce débat épistémologique, et de le dépasser l'abordant du point de vue méthodologique. Émique et étique sont issus des termes linguistiques phonémique (ou, plus fréquemment en France, phonologique) et phonétique, qui dérivent de racines grecques. La possibilité d'une description réellement objective a été rejetée par Pike lui-même dans son travail ; il a proposé la dichotomie émique/étique en anthropologie comme un moyen de contourner le problème philosophique de l'objectivité[réf. nécessaire].
Les termes ont également été défendus par les anthropologues Ward Goodenough et Marvin Harris, bien que dans des acceptions légèrement différentes de celles utilisées par Pike. Goodenough s'est principalement attaché à comprendre les significations culturellement spécifiques de croyances et pratiques particulières ; Harris visait surtout à expliquer le comportement humain[réf. nécessaire].
Pike, Harris et d'autres ont fait valoir que les « insiders » et « outsiders » sont tout aussi capables l'un que l'autre de produire des informations étiques et émiques d'une culture. À l'opposé, certains chercheurs emploient « étique » pour se référer aux points de vue objectifs des « outsiders », et « émiques » pour ceux subjectifs des « insiders ».
Margaret Mead est une anthropologue qui a étudié les logiques de l'adolescence à Samoa. Elle a découvert que les difficultés et les transitions auxquelles les adolescents sont confrontés sont influencées par la culture. Les hormones qui sont libérées au cours de la puberté peuvent être décrites à l'aide d'un cadre étique, les adolescents du monde entier sécrétant partout les mêmes hormones. Cependant, Mead a conclu que la façon dont les adolescents répondent à ces hormones est fortement influencée par leurs normes culturelles. Ses études l'ont aidée à mettre au point une approche émique de la compréhension des comportements et de la personnalité, et à en déduire que la culture a un impact important dans le façonnement de la personnalité d'un individu,.

## Importance en ce qui concerne la personnalité
Les approches émique et étique sont importantes pour la compréhension de la personnalité, des problèmes pouvant survenir lorsque des concepts, des mesures et des méthodes sont imprudemment transférés d'une culture à une autre dans l'optique de réaliser des généralités transculturelles au sujet de la personnalité. Il est difficile d'appliquer certaines généralisations de comportement alors que ceux-ci dépendent de cultures potentiellement extrêmement différentes. Un exemple parlant de ce problème est l'échelle F (F-scale). La F-scale, créée par Theodor Adorno pour mesurer une Personnalité autoritaire, peut à son tour être utilisé pour prédire une tendance aux comportements discriminatoires. Ce test, lorsqu'il est appliqué à des Américains, prédit efficacement les comportements discriminatoires envers les populations noires. Toutefois, lorsqu'une étude a été menée en Afrique du Sud à l'aide de la F-scale par Pettigrew et Friedman, le test s'est révélé peu prédictif de ces mêmes comportements.